# Charles Conrad
Charles "Pete" Conrad, Jr. (2 de junio de 1930 - 8 de julio de 1999) fue un astronauta, ingeniero aeronáutico, oficial naval, aviador y piloto de pruebas estadounidense de la NASA que comandó la misión espacial Apolo 12, en la que se convirtió en la tercera persona en caminar sobre la Luna. Conrad fue seleccionado para la segunda clase de astronautas de la NASA en 1962. También formó parte del proyecto Gemini y de la estación espacial Skylab.

## Biografía
Conrad nació en Filadelfia, Estado de Pensilvania (EE. UU.). Tras licenciarse en Ingeniería Aeronáutica por la Universidad de Princeton en el año 1953, logró entrar en la Marina de los Estados Unidos de América. En 1954 recibió sus alas de aviador naval, sirvió como piloto de combate y, tras graduarse en la Escuela de Pilotos de Pruebas Navales de EE. UU. (Clase 20), como piloto de pruebas de proyectos. En 1959 fue candidato a astronauta para el Proyecto Mercurio, luego formó parte del segundo grupo de astronautas elegidos por la NASA en 1962 que pisaría la Luna en noviembre de 1969 a bordo del Apolo 12.
Conrad alunizó con el "Intrepid" en noviembre de 1969, convirtiéndose en el tercer ser humano en pisar la Luna. Una vez hubo descendido del módulo lunar y antes de realizar su primer paseo en la superficie del satélite, bromeó acerca de su estatura cuando comentó a Houston, de forma que todo el mundo desde los receptores de radio y televisión pudieron oír, lo siguiente:
- ¡Whoopie! Hombre, ese pudo haber sido un pequeño paso para Neil (Armstrong), ¡pero ha sido uno grande para mi!
Más tarde reveló que dijo esto para ganar una apuesta que había hecho con la periodista italiana Oriana Fallaci por 500 dólares para demostrar que la NASA no escribía comentarios de astronautas. Fallaci estaba convencida de que la declaración de Armstrong "Un pequeño paso para el hombre" había sido escrita para él y no eran sus propias palabras.
Conrad estableció un récord de resistencia espacial de ocho días en 1965 junto con su piloto de mando Gordon Cooper en su primer vuelo espacial, Gemini 5. Posteriormente, Conrad comandó el Gemini 11 en 1966 y el Apolo 12 en 1969. Después del Apolo, comandó Skylab 2, la primera misión Skylab tripulada, en 1973. En la misión, él y sus compañeros de tripulación repararon importantes daños causados por el lanzamiento de la estación espacial Skylab. Por ello, el presidente Jimmy Carter le otorgó la Medalla de Honor Espacial del Congreso en 1978.
Después de que Conrad se retirara de la NASA y la Marina en 1973, fue nombrado vicepresidente de American Television and Communications Company. Luego pasó a trabajar para McDonnell Douglas, como vicepresidente. Durante su mandato, se desempeñó como vicepresidente de marketing, vicepresidente sénior de marketing, vicepresidente de desarrollo de negocios internacionales y vicepresidente de desarrollo de proyectos.
El personaje de Conrad apareció en la famosa miniserie de la televisión por cable norteamericana HBO que llevaba por título "De la Tierra a la Luna" (título original: From Earth to the Moon).
Conrad murió el 8 de julio de 1999 a causa de las lesiones internas sufridas en un accidente de motocicleta. Mientras viajaba con su esposa y amigos desde su casa en Huntington Beach hasta Monterey, California, su motocicleta chocó en una curva. Conrad murió más tarde en un hospital de Ojai. En ese momento llevaba casco y circulaba dentro del límite de velocidad. Fue enterrado con todos los honores en el Cementerio Nacional de Arlington, con la asistencia de muchos astronautas de la era Apolo y una interpretación de " Amazing Grace " de la leyenda de la música Willie Nelson.

## Premios y honores
- Dos medallas por servicio distinguido de la Marina [5]
- Dos cruces voladoras distinguidas [5]
- Medalla de Honor Espacial del Congreso (1978) [5]
- Dos medallas por servicio distinguido de la NASA [5] [11]
- Dos medallas por servicio excepcional de la NASA [5]
- Medalla Espacial de Oro Yuri Gagarin ( Fédération Aéronautique Internationale ) [12]
- Trofeo Harmon (1974) [5]
- Trofeo Thompson (1974) [5]

Fue incluido en varios salones de la fama de la aviación y los astronautas. En 1980 fue incluido en el Salón de la Fama de la Aviación Nacional. Fue uno de los diez astronautas Géminis incluidos en el Salón de la Fama del Espacio Internacional en 1982. Conrad y sus compañeros astronautas Géminis fueron incluidos en el Salón de la Fama de los Astronautas de EE. UU. en 1993. Conrad recibió una Maestría Honoraria en Artes de Princeton en 1966; un doctorado honoris causa en Derecho de la Universidad Lincoln-Wesleyan en 1970, y un Doctorado Honorario en Ciencias de Kings College, Wilkes-Barre, Pensilvania en 1971.
Las tres tripulaciones de astronautas del Skylab recibieron el Trofeo Robert J. Collier de 1973"por demostrar más allá de toda duda el valor del hombre en futuras exploraciones del espacio y la producción de datos beneficiosos para todos los habitantes de la Tierra".  Gerald Carr aceptó el Trofeo en Memoria del Dr. Robert H. Goddard de 1975 de manos del presidente Ford, otorgado a los astronautas del Skylab. Fueron galardonados con el Premio Haley de Astronáutica de 1974 de la AIAA.
Conrad era miembro de la Sociedad Astronáutica Estadounidense; Academia de Ciencias de Nueva York ; Instituto Americano de Aeronáutica y Astronáutica y Sociedad de Pilotos de Pruebas Experimentales.
Tras la muerte de Conrad, la NASA plantó un árbol en su honor. Durante la ceremonia de inauguración, su compañero de tripulación del Apolo 12, Alan Bean, utilizó su discurso para aligerar la sombría ocasión inyectando un poco de ligereza, pretendiendo "canalizar" las instrucciones de Conrad desde el más allá. Bean dijo que Conrad quería que la NASA iluminara su árbol cada temporada navideña con luces de colores en lugar de las blancas que se usan para todos los demás, de acuerdo con su lema "cuando no puedas ser bueno, sé colorido".
En 2006, la NASA le otorgó póstumamente el Premio Embajador de Exploración por su trabajo para la agencia y la ciencia.